# Sokolac
För andra betydelser, se Sokolac (olika betydelser).
Sokolac (kyrilliska: Соколац) är en ort i kommunen Sokolac i Serbiska republiken i östra Bosnien och Hercegovina. Orten ligger cirka 31 kilometer nordost om centrala Sarajevo. Sokolac hade 5 657 invånare vid folkräkningen år 2013.
Av invånarna i Sokolac är 99,40 % serber, 0,16 % kroater och 0,09 % montenegriner (2013).